# 嘉麻市ケーブルネットワーク
嘉麻市ケーブルネットワーク（かましケーブルネットワーク）は、嘗て福岡県嘉麻市が運営していたケーブルテレビ局である。

## 概要
当初は、旧山田市が市内の難視聴対策として行っていた「山田市ケーブルテレビジョン」で、市民サービスとして無料であった。その後山田市が周辺3町と合併して生まれた嘉麻市がこれを引き継ぎ、「嘉麻市ケーブルテレビジョン」として運営していた。
しかし、テレビのデジタル化が国策として進められたこと、また旧山田市と旧3町との格差を埋める必要があったことから、嘉麻市はエリアを市内全域に広げることを決断。それに伴い、設備の建設と維持にかかる費用を賄うため、2012年10月から利用料金の徴収を始め、その半年前に記事題の名称へ改めた。
2016年3月いっぱいで嘉麻市の行政改革に伴い自治体運営による事業を終了し、長崎県佐世保市に本社を置いて福岡県内でも「ケーブルステーション福岡」の名で広く事業を行っている九州テレ・コミュニケーションズに事業譲渡した。
ネットワークセンター（嘉麻市総務課ケーブルテレビ係）
福岡県嘉麻市上山田392（嘉麻市役所山田庁舎別館）

## サービスエリア
福岡県嘉麻市のうち次のエリア。順次、市内全域に拡張するとしていた。
- 旧山田市
- 旧稲築町（岩崎、口春）
- 旧碓井町（琴平団地）
- 旧嘉穂町（牛隈、嘉穂百谷）

## 主な放送チャンネル

### 地上波系列別再送信局
| NHK-G     | NHK Eテレ | NNS      | ANN          | JNN         | TXN         | FNS          | JAITS |
| --------- | --------- | -------- | ------------ | ----------- | ----------- | ------------ | ----- |
| NHK北九州 | NHK北九州 | 福岡放送 | 九州朝日放送 | RKB毎日放送 | TVQ九州放送 | テレビ西日本 |       |

市内にある中継局は、民放各社が福岡→久留米系統に属するのに対し、NHKは北九州局に属する。宗像局とは逆のパターンである。

### 地上波テレビ局
- デジタル放送の論理chは、代表チャンネルのみ記載。地上波は一部を除きマルチ編成に対応。
- アナログ放送は、電波終了により「デジアナ変換」方式に移行し終了。

| デジタル                 | デジタル                 | アナログ | 放送局             |
| 論理ch                   | 物理ch                   | アナログ | 放送局             |
| ------------------------ | ------------------------ | -------- | ------------------ |
| D011(1)                  | 31                       | 1        | KBC 九州朝日放送   |
| D021(2)                  | 42                       | 6        | NHK北九州Eテレ     |
| D031(3)                  | 40                       | 3        | NHK北九州総合      |
| D041(4)                  | 30                       | 4        | RKB毎日放送        |
| D051(5)                  | 32                       | 12       | FBS 福岡放送       |
| D071(7)                  | 27                       | 5        | TVQ九州放送        |
| D081(8)                  | 29                       | 9        | TNC テレビ西日本   |
| D111(11∨)                | 34                       | 8        | 自主放送チャンネル |
| D112(11∧)                | 34                       | 10       | 文字放送チャンネル |
| （デジタル化により廃止） | （デジタル化により廃止） | 11       | みんなのチャンネル |

### 衛星波チャンネル
- デジタル放送の論理chは、代表チャンネルのみ記載。BSの電波chはパラボラアンテナを付けた場合の対応チャンネル。
- アナログ放送は、電波終了により「デジアナ変換」方式に移行し終了。
- 視聴にはセットトップボックスを借りる必要があった。あくまでも難視対策として事業が行われていることから、配信されるチャンネルは必要最低限度となっていた。

| デジタル | デジタル    | アナログ | アナログ | 放送局                            |
| 表示ch   | 電波ch      | 表示ch   | 送信ch   | 放送局                            |
| -------- | ----------- | -------- | -------- | --------------------------------- |
| C43      | BS101(BS1)  | 13       | C14      | NHK BS1                           |
| C44      | BS103(BS3)  | 15       | C16      | NHK BSプレミアム                  |
| C46      | BS141(BS4)  | 16       |          | BS日テレ                          |
| C47      | BS151(BS5)  | 17       |          | BS朝日                            |
| C48      | BS161(BS6)  | 18       |          | BS-TBS                            |
| C49      | BS171(BS7)  | 19       |          | BSジャパン                        |
| C50      | BS181(BS8)  | 20       |          | BSフジ                            |
| C51      | BS211(BS11) |          |          | BS11                              |
| C52      | BS222(BS12) |          |          | Twellv                            |
| 13       |             | 21       |          | CSN1ムービープラス                |
| 14       |             | 22       |          | ファミリー劇場                    |
| 15       |             |          |          | ヒストリーチャンネル              |
| 16       |             | 23       |          | スペースシャワーTV                |
| 17       |             | 24       |          | J SPORTS 3（旧J SPORTS ESPN）     |
| 18       |             | 25       |          | チャンネルNECO                    |
| 19       |             | 26       |          | キッズステーション                |
| 20       |             | 27       |          | カートゥーン ネットワーク         |
| 21       |             | 28       |          | 大人の趣味と生活向上◆アクトオンTV |
| 22       |             | 29       |          | 時代劇専門チャンネル              |
| 23       |             | 30       |          | 朝日ニュースター                  |
| 24       | BS255       |          |          | 日本映画専門チャンネル            |
| 25       |             |          |          | スーパー!ドラマTV                 |